# Szolnoki Repüléstörténeti Kiállítóhely
A Szolnoki Repülés történeti Kiállítóhely, közismert nevén a Szolnoki Repülőmúzeum a szolnoki katonai repülőtér mellett található, ingyenesen látogatható, a civil és katonai repülést, illetve repülőgépeket bemutató, a HM Hadtörténeti Intézet és Múzeumhoz tartozó műszaki kiállítóhely volt. 2015. október 31-én bezárt, gyűjteményének egy részét a 2016 szeptemberében megnyitott RepTár Szolnoki Repülőmúzeumba költöztették.

## A múzeum jellemzői
A múzeum a szolnoki katonai repülőtér szomszédságában, Szandaszőlősön található. A múzeum által kiállított repülőgépek, felszerelések, és dokumentumok többsége a Magyar Légierő által használt eszköz, de számos polgári utas- illetve teherszállító repülőgép is található a gyűjteményben. A múzeumot 1973-ban nyitották meg a Kilián György Repülő Műszaki Főiskola részeként, akkor még mindössze hat szovjet gyártmányú repülőgéppel. Bár a gyűjtemény legfőbb erőssége továbbra is a második világháború utáni katonai repülés bemutatása, a kiállított tárgyak a magyar repülés kezdetéig nyúlnak vissza és dokumentálják az első és a második világháború repüléstörténetét is.
Mára a múzeum Közép-Európa egyik legnagyobb repüléstörténettel foglalkozó létesítménye, mely 22 000 m²-es területen 49 repülőeszközt, valamint számos motort, hajtóművet és egyéb berendezést mutat be. A repülőgépek többsége a szabadtéri kiállítási területen található. A motorok és hajtóművek, valamint fegyverek és rádiólokátorok számára egy fedett bemutató tér áll rendelkezésre. 2010-ben pedig átadtak egy 500 m²-es alapterületű hangárt, melyben a négy repülőgépet (Jak–12, Jak–18, Po–2 és Me 108), továbbá motorokat helyeztek el.
A múzeumban több, a második világháború idejéből előkerült roncs található. Közülük legteljesebb a Balatonból kiemelt Il–2-es csatarepülőgép roncsa, mellette több motor- és egyéb repülőgéproncs is ki van állítva.
A múzeumot 2015. október 31-én bezárták. A gyűjtemény nagy részét a 2016 szeptemberében az egykori szolnoki fűtőház területén megnyitott RepTár Szolnoki Repülőmúzeumba költöztették. A kiállítási tárgyak közül a régi múzeum  területén maradt az Il–18-as és a Tu–134-es utasszállító repülőgép, az Il–14-es és két An–26-os teherszállító repülőgép, az Il–28-as frontbombázó, valamint két vadászrepülőgép, egy JA 37 Viggen és egy Hawker Hunter.

## A gyűjtemény

### Repülőgépek
- Aero 45
- L–29 Delfín
- L–39 Albatros (két darab, a 018 oldalszámú Magyarországon nem repült, 119 oldalszámú: Cápeti II)
- An–2
- An–24

- An–26
- F–104 Starfighter (Török Légierő)
- F–104 Starfighter (Luftwaffe)

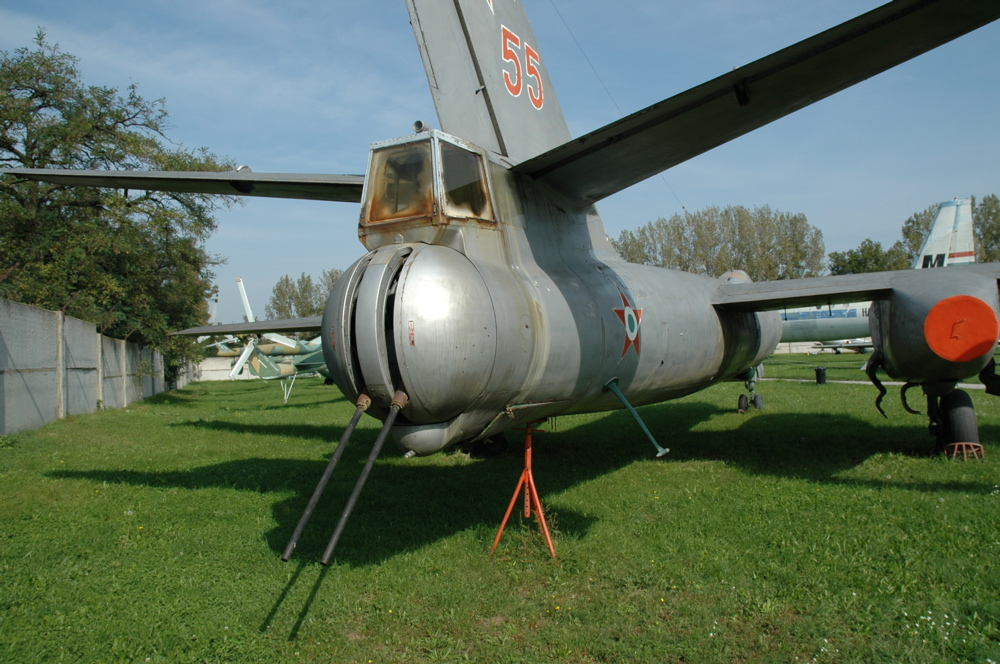
Il–28 könnyű bombázó

- Hawker Hunter Mk58 (a Patrouille Suisse gépe)
- Il–2M3 (roncs)
- Il–14
- Il–18
- Il–28
- Jak–11 (Let C–11)
- K–001 Denevér[2]
- Kvasz–1 (replika)[3]
- L–200A Morava
- Li–2 Teve (korábban a pécsi vidámparkban volt kiállítva)
- MiG–15
- MiG–15 UTI
- MiG–21bisz
- MiG–21biszAP
- MiG–21F–13
- MiG–21MF
- MiG–21PF

- MiG–21U
- MiG–21UM
- MiG–21R
- MiG–23MF
- MiG–23UB

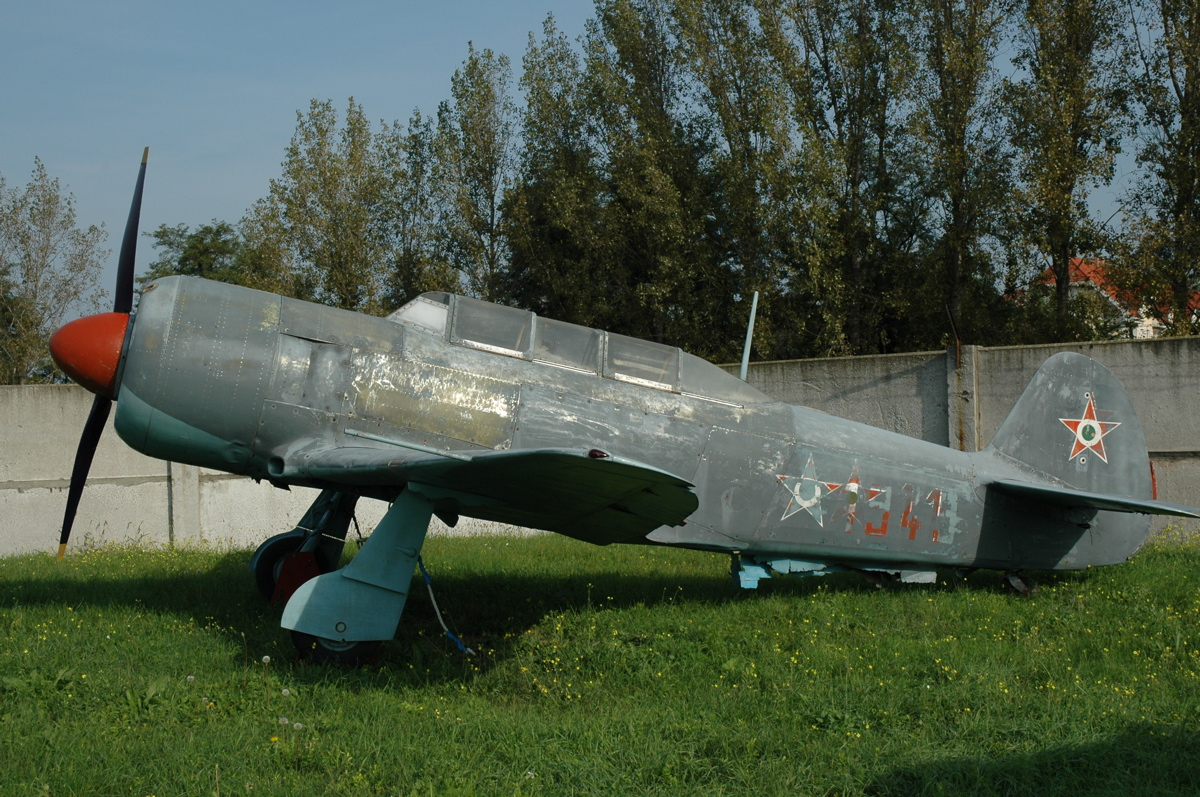
Jak–11 (LET C–11) gyakorló és kiképző repülőgép, 2006 augusztusában eladták

- Messerschmitt Bf 108 Taifun (Nord 1002)
- Po–2
- Saab A 32 Lansen E
- JA 37 Viggen
- Szu–22M3
- Tu–134

### Vitorlázó repülőgépek
- R–16 Lepke
- R–26S Góbé → RepTár

### Helikopterek

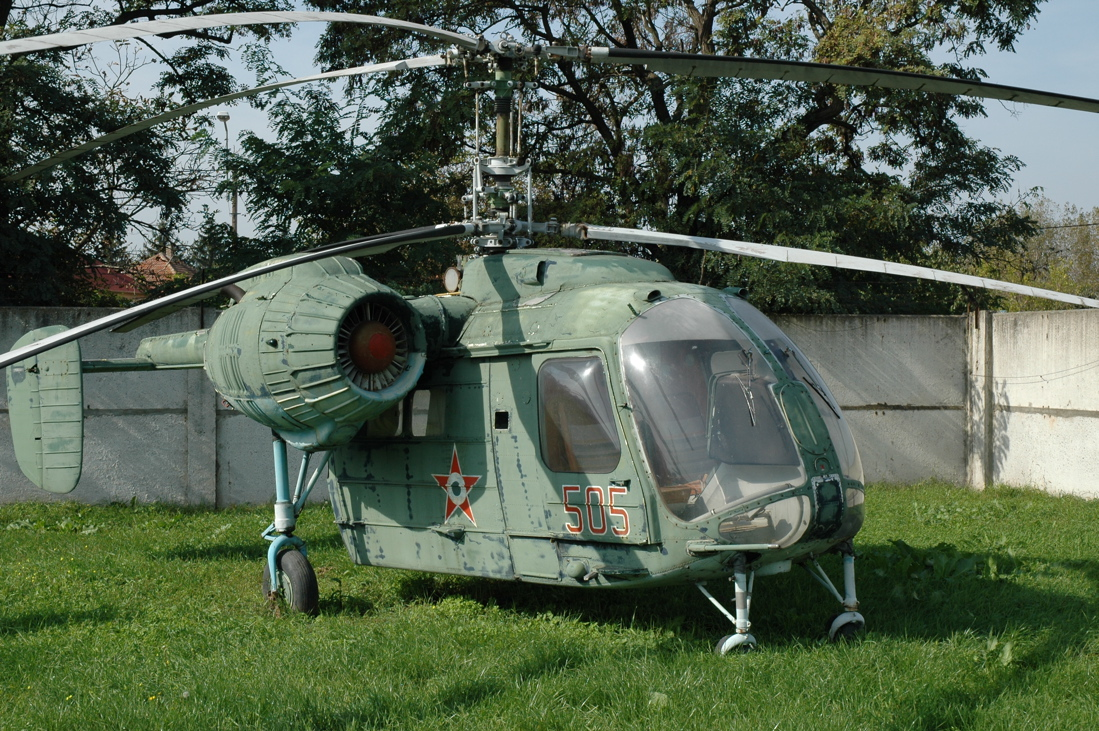
Kamov Ka–26

- Mi–1M
- Mi–2
- Mi–4A
- Mi–8P
- Mi–8T
- Mi–24D
- Ka–26

### Motorok, hajtóművek

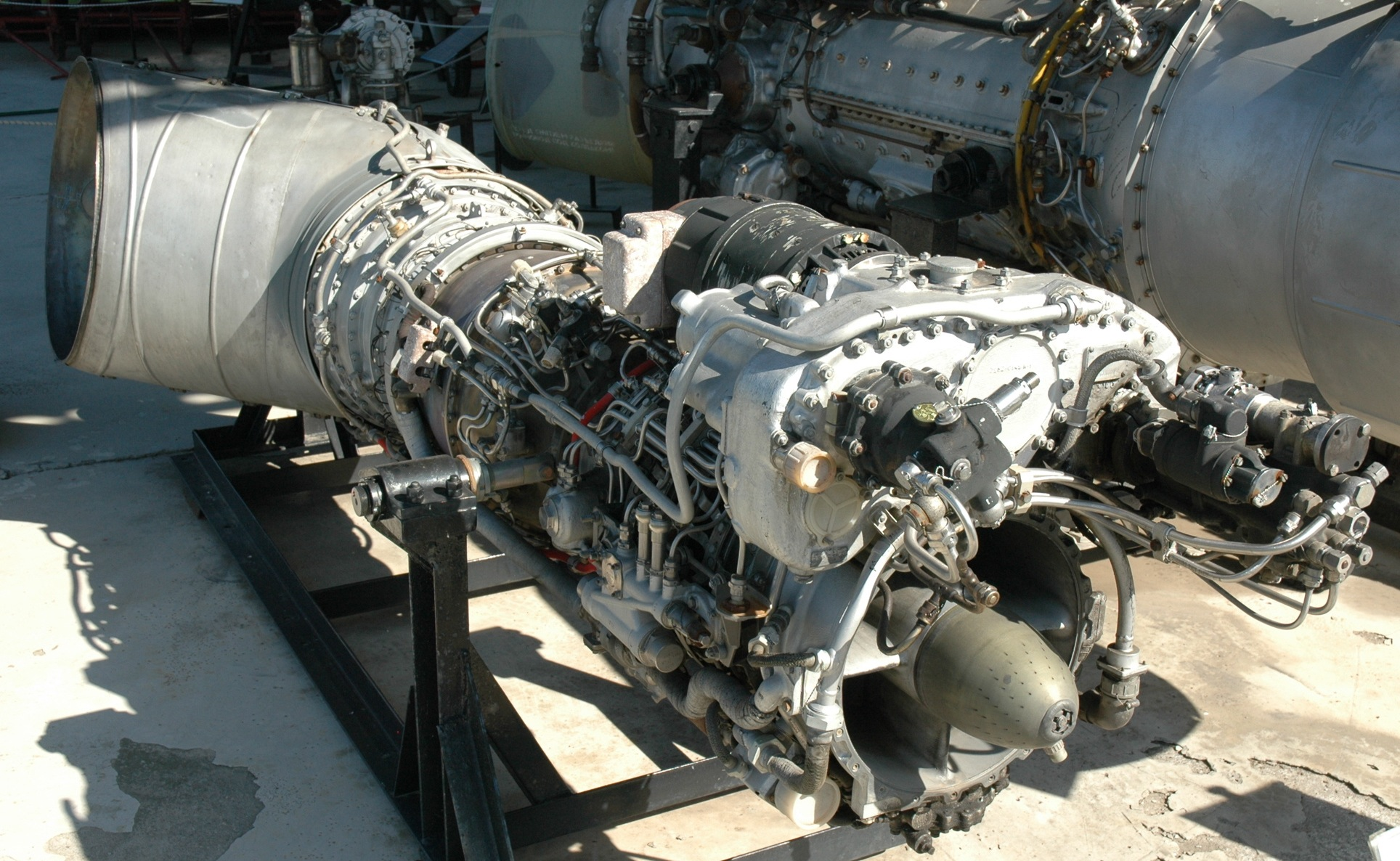
Izotov TV2–117A szabadturbinás hajtómű

- Avia M–462RF
- BMW 801
- Daimler-Benz DB 605
- Fejes Jenő kísérleti lemezmotorja
- Izotov GTD–350 → RepTár
- Izotov TV2–117A
- Ivcsenko AI–14R
- Ivcsenko AI–26V
- Ivcsenko AI–20M

- Ivcsenko AI–24VT
- Ivcsenko AI–25TL
- Klimov VK–1A
- Kuznyecov NK–8–2U
- Le Rhone J9
- Mikulin AM–42
- Siemens–Halske SH 4
- Svecov M–11FR
- Svecov AS–21
- Svecov AS–62IR
- Svecov AS–82
- Tumanszkij RD–9B
- Tumanszkij R–11F–300
- Vegyenyejev M–14V–26
- Walter 6–III

## Egyéb eszközök
- Fiat G–12 törzsének maradványa
- katapultülések
- repülőgép-fedélzeti fegyverek
- légi fényképezőgépek

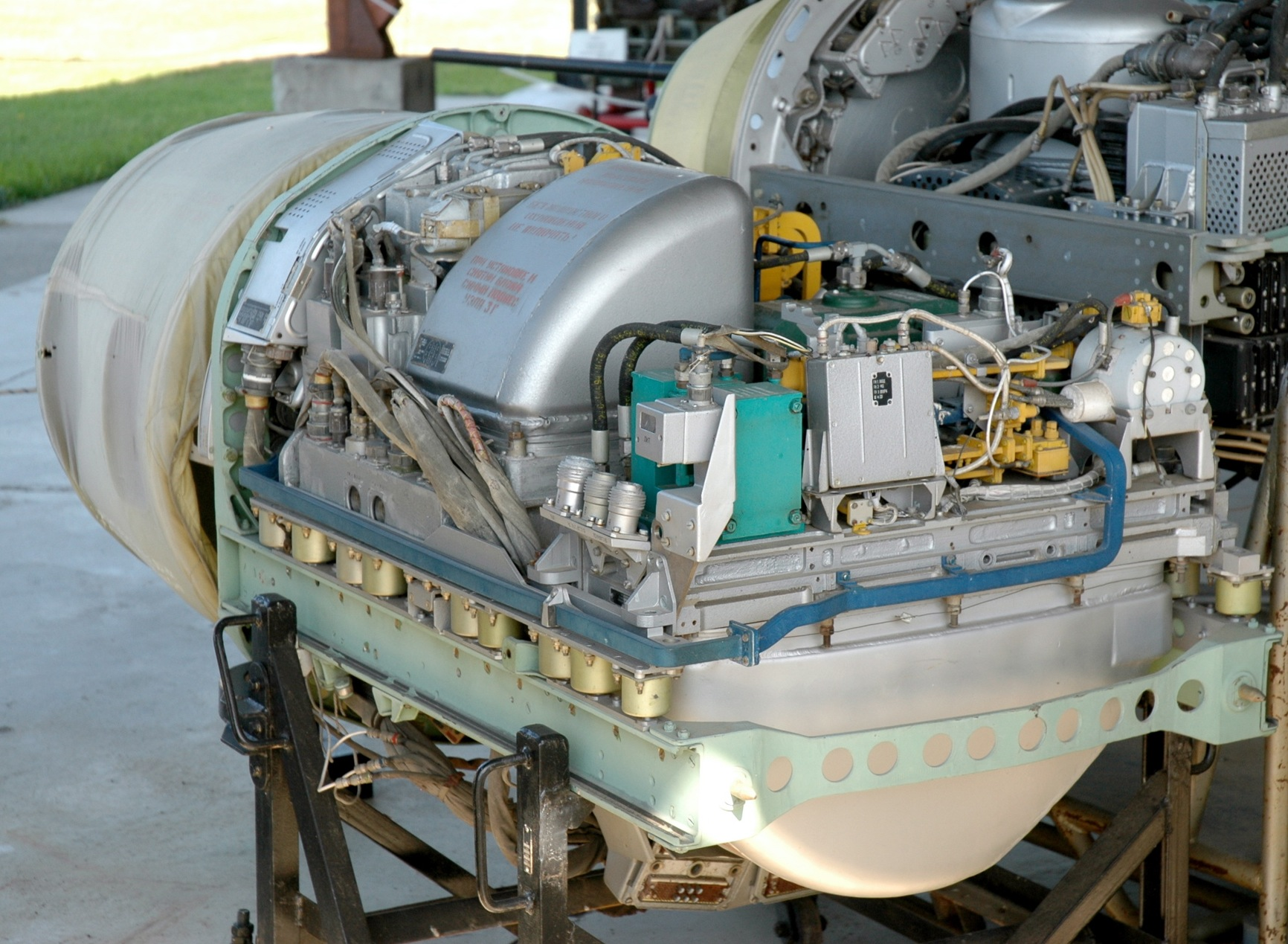
RP–23 fedélzeti rádiólokátor

- fedélzeti rádiólokátorok (RP–21 Szapfir, RP–22, RP–23 Szapfir–23)

## Korábbi repülőgépei
- Jak–11 (LET C–11) – 2006 augusztusáig, eladták (2011-ben újabb Jak–11-es kapott a múzeum)

## Külső hivatkozások
- Repülőmúzeum.hu – A múzeumot bemutató honlap (nem a múzeum hivatalos honlapja)
- A HM Hadtörténeti Intézet és Múzeum honlapja